# Pallacanestro ai XIII Giochi dei piccoli stati d'Europa
I tornei di Pallacanestro ai XIII Giochi dei piccoli stati d'Europa si sono svolti dal 2 al 6 giugno 2009 al Palasport "Eleftheria" di Nicosia.
Per la competizione maschile è stato organizzato un torneo unico da sei squadre alla fine del quale verrà determinato il vincitore. Per quella femminile invece un torneo da sole quattro squadre.

## Calendario
Le gare seguiranno il seguente calendario:
| ● | Competizioni | ● | Finali |

|                  | Giugno |    |    |    |    |
|                  | 02     | 03 | 04 | 05 | 06 |
| Torneo maschile  | ●      | ●  | ●  | ●  | ●  |
| Torneo femminile | ●      | ●  | ●  | ●  | ●  |

## Torneo maschile
Il torneo di Pallacanestro maschile ai XIII Giochi dei piccoli stati d'Europa si è svolto dal 2 giugno al 6 giugno 2009 al palasport Helefteria di Nicosia.

### Squadre partecipanti
- Andorra
- Cipro
- Islanda
- Lussemburgo
- Malta
- San Marino

### Classifica finale
|   | Squadra     | G | V | P | F   | S   | D    | PT |
| - | ----------- | - | - | - | --- | --- | ---- | -- |
|   | Cipro       | 5 | 5 | 0 | 410 | 292 | +118 | 10 |
|   | Lussemburgo | 5 | 3 | 2 | 407 | 366 | +41  | 8  |
|   | Andorra     | 5 | 3 | 2 | 405 | 377 | +28  | 8  |
| 4 | Islanda     | 5 | 3 | 2 | 388 | 330 | +58  | 8  |
| 5 | Malta       | 5 | 1 | 4 | 308 | 392 | -84  | 6  |
| 6 | San Marino  | 5 | 0 | 5 | 264 | 425 | -161 | 5  |

### Risultati
| Arbitro: | A. Chatzisolomou, P. Weiwers |

|                        |            |                   |
| Sigbjörn Ingimundarson | Allenatori | Antonio Di Pietro |

| Arbitro: | M. Glod, P. Santos |

|                   |            |             |
| Sergio Del Bianco | Allenatori | Tomas Jaume |

| Arbitro: | P. Papapetrou, S. Herbertsson |

|                      |            |                 |
| Christos Stylianides | Allenatori | Carsten Steiner |

| Arbitro: | B. Runarsson, G. Giancecchi |

|             |            |                   |
| Tomas Jaume | Allenatori | Antonio Di Pietro |

| Arbitro: | S. Herbertsson, Ch. Santos |

|                 |            |                   |
| Carsten Steiner | Allenatori | Sergio Del Bianco |

| Arbitro: | I. Foufis, M. Glod |

|                        |            |                      |
| Sigbjörn Ingimundarson | Allenatori | Christos Stylianides |

| Arbitro: | B. Runarsson, A. Hadjisolomou |

|                   |            |                 |
| Antonio Di Pietro | Allenatori | Carsten Steiner |

| Arbitro: | I. Foufis, P. Papapetrou, A. Demetriou |

|             |            |                        |
| Tomas Jaume | Allenatori | Sigbjörn Ingimundarson |

| Arbitro: | M. Glod, S. Herbertsson, P. Weiwers |

|                   |            |                      |
| Sergio Del Bianco | Allenatori | Christos Stylianides |

| Arbitro: | P. Papapetrou, C. Santos, P. Christophides |

|                 |            |             |
| Carsten Steiner | Allenatori | Tomas Jaume |

| Arbitro: | P. Weiwers, A. Hadjisolomou, E. Christodoulou |

|                        |            |                   |
| Sigbjörn Ingimundarson | Allenatori | Sergio Del Bianco |

| Arbitro: | M. Glod, S. Herbertsson, B. Runarsson |

|                      |            |                   |
| Christos Stylianides | Allenatori | Antonio Di Pietro |

| Arbitro: | P. Papapetrou, A. Hadjisolomou, G. Giancecchi |

|                 |            |                        |
| Carsten Steiner | Allenatori | Sigbjörn Ingimundarson |

| Arbitro: | M. Glod, S. Herbertsson, A. Demetriou |

|                   |            |                   |
| Antonio Di Pietro | Allenatori | Sergio Del Bianco |

| Arbitro: | I. Foufis, N. Somos, B. Runarsson |

|             |            |                      |
| Tomas Jaume | Allenatori | Christos Stylianides |

### Statistiche

#### Punti
| Nome                 | PaP  |
| -------------------- | ---- |
| Larrie Smith         | 17,8 |
| Martin Rajniak       | 16,0 |
| Dani Marin           | 16,0 |
| Jose M. Bermudo      | 15,6 |
| Panagiōtīs Trisokkas | 13,4 |
| Andrea Raschi        | 13,3 |
| Marco Matijevic      | 13,0 |
| Jordi Olcina         | 13,0 |
| Rafa Casals          | 12,8 |
| Xavier Galera        | 12,6 |

#### Rimbalzi
| Name                 | RaP  |
| -------------------- | ---- |
| Rafa Casals          | 11,0 |
| Larrie Smith         | 8,0  |
| Marco Matijevic      | 7,6  |
| Sigur Porsteinsson   | 7,4  |
| Panagiōtīs Trisokkas | 6,6  |
| Xavier Galera        | 6,4  |
| Jose M. Bermudo      | 6,0  |
| Jo Jo Garcia         | 6,0  |
| Alex Dall'Olmo       | 5,8  |
| Pavel Ermolinskji    | 5,6  |

#### Assist
| Nome                 | AaP |
| -------------------- | --- |
| Xavier Galera        | 7,4 |
| Giōrgos Palalas      | 4,2 |
| Jordi Olcina         | 4,0 |
| Fabio Tentoni        | 3,6 |
| Martin Rajniak       | 3,0 |
| Tom Schumacher       | 3,0 |
| Oriol Fernandez      | 3,0 |
| Aristeidis Koronides | 3,0 |
| Pavel Ermolinskji    | 2,8 |
| Panagiotis Yiannas   | 2,6 |

#### Rubate
| Nome            | RaP |
| --------------- | --- |
| Larrie Smith    | 3,0 |
| Oriol Fernandez | 3,0 |
| Michael Naudi   | 1,8 |
| Teodoro Casadei | 1,8 |
| Fabio Tentoni   | 1,8 |

#### Stoppate
| Nome                 | SaP |
| -------------------- | --- |
| Martin Rajniak       | 1,0 |
| Rafa Casals          | 1,0 |
| Apostolos Kaskiris   | 1,0 |
| Sigur Porsteinsson   | 0,8 |
| Panagiōtīs Trisokkas | 0,8 |

#### Migliori
|                | Nome                       | Totali     | Avversario  |
| -------------- | -------------------------- | ---------- | ----------- |
| Punti          | Dani Marin                 | 29         | Lussemburgo |
| Rimbalzi       | Rafa Casals                | 15         | San Marino  |
| Assist         | Xavier Galera              | 12         | Islanda     |
| Rubate         | Oriol Fernandez            | 7          | Malta       |
| Stoppate       | Rafa Casals Enrico Zanotti | 4          | Islanda     |
| % di realizz.  | Samy Picard                | 100% (4/4) | Malta       |
| % da 3 punti   | Vasilis Kounnas            | 100% (3/3) | Islanda     |
| % tiri liberi  | Larrie Smith               | 100% (8/8) | Malta       |
| Punti panchina | Marco Matijevic            | 25         | San Marino  |

## Torneo femminile
Il torneo di Pallacanestro femminile ai XIII Giochi dei piccoli stati d'Europa si è svolto dal 2 al 6 giugno 2009  al palasport Helefteria di Nicosia.

### Squadre partecipanti
- Cipro
- Islanda
- Lussemburgo
- Malta

### Classifica finale
|   | Squadra     | G | V | N | P | F   | S   | D   | PT |
| - | ----------- | - | - | - | - | --- | --- | --- | -- |
|   | Malta       | 3 | 3 | 0 | 0 | 170 | 146 | +24 | 6  |
|   | Islanda     | 3 | 2 | 0 | 1 | 194 | 175 | +19 | 5  |
|   | Cipro       | 3 | 1 | 0 | 2 | 167 | 169 | -2  | 4  |
| 4 | Lussemburgo | 3 | 0 | 0 | 3 | 155 | 196 | -41 | 3  |

### Risultati
| Arbitro: | G.Giannecchi |

|                     |            |               |
| Henning Henningsson | Allenatori | Santino Coppa |

| Arbitro: | Y.Foufis |

|                  |            |              |
| A. Kostantinides | Allenatori | Hermann Paar |

| Arbitro: | Papapetrou |

|               |            |                  |
| Santino Coppa | Allenatori | A. Kostantinides |

| Arbitro: | Somos |

|                     |            |              |
| Henning Henningsson | Allenatori | Hermann Paar |

| Arbitro: | Demetriou |

|               |            |              |
| Santino Coppa | Allenatori | Hermann Paar |

| Arbitro: | Foufis |

|                  |            |                     |
| A. Kostantinides | Allenatori | Henning Henningsson |

## Medaglieri
| Posizione | Paese       |
| --------- | ----------- |
|           | Cipro       |
|           | Lussemburgo |
|           | Andorra     |
| 4         | Islanda     |
| 5         | Malta       |
| 6         | San Marino  |

| Posizione | Paese       |
| --------- | ----------- |
|           | Malta       |
|           | Islanda     |
|           | Cipro       |
| 4         | Lussemburgo |